# Fairfield (Kentucky)
Fairfield es una ciudad ubicada en el condado de Nelson en el estado estadounidense de Kentucky. En el Censo de 2010 tenía una población de 113 habitantes y una densidad poblacional de 149,42 personas por km².

## Geografía
Fairfield se encuentra ubicada en las coordenadas 37°55′53″N 85°23′10″O / 37.93139, -85.38611. Según la Oficina del Censo de los Estados Unidos, Fairfield tiene una superficie total de 0.76 km², de la cual 0.74 km² corresponden a tierra firme y (2.05%) 0.02 km² es agua.

## Demografía
Según el censo de 2010, había 113 personas residiendo en Fairfield. La densidad de población era de 149,42 hab./km². De los 113 habitantes, Fairfield estaba compuesto por el 87.61% blancos, el 1.77% eran afroamericanos, el 0% eran amerindios, el 0% eran asiáticos, el 0% eran isleños del Pacífico, el 4.42% eran de otras razas y el 6.19% pertenecían a dos o más razas. Del total de la población el 7.08% eran hispanos o latinos de cualquier raza.